# Cryptocellus guaviarensis
Espèce
Cryptocellus guaviarensis est une espèce de ricinules de la famille des Ricinoididae.

## Distribution
Cette espèce est endémique du département de Guaviare en Colombie. Elle se rencontre vers San José del Guaviare.

## Description
Le mâle holotype mesure 4,50 mm.

## Étymologie
Son nom d'espèce, composé de guaviar[e] et du suffixe latin -ensis, « qui vit dans, qui habite », lui a été donné en référence au lieu de sa découverte, le département de Guaviare.

## Publication originale
- Botero-Trujillo & Flórez, 2017 : Two new ricinuleid species from Ecuador and Colombia belonging to the peckorum species-group of Cryptocellus Westwood (Arachnida, Ricinulei). Zootaxa, no 4286(4), p. 483–498.